# 엘렌 쿤
엘렌 쿤(Hélène Kuhn, 1988년 8월 17일 ~ )은 프랑스의 배우이다.